# Reserva natural del Carrizal de Villamejor
El Carrizal de Villamejor es una reserva natural de unas 56 hectáreas situada en el término municipal de Aranjuez (Comunidad de Madrid), en la desembocadura del arroyo de Martín Román en el río Tajo. Su estatus como zona protegida está regulado por los decretos 21/1991 (21 de marzo de 1991), 81/1998 (14 de mayo de 1998) y 265/2001 (29 de noviembre de 2001) de la Comunidad de Madrid. Está incluida dentro de la ZEPA de los Carrizales y Sotos de Aranjuez, de referencia ZEPA ES0000119.

## Descripción
Se encuentra en el municipio de Aranjuez. La reserva, expropiada por la Comunidad de Madrid en mayo de 1991, consiste en un saladar en el que la especie más emblemática es la sapina, Arthrocnemum macrostachyum, arbusto halófilo perenne de hasta 1,5 m, leñoso en su parte inferior, generalmente erecto, en ocasiones postrado. Tallos carnosos, articulados, formados por segmentos acabados en 2 pequeños apéndices que se corresponden con hojas opuestas. Inflorescencias terminales en ramas fértiles gruesas y cilíndricas. Flores hermafroditas, poco vistosas, dispuestas en grupos de tres; flor central ligeramente mayor que las laterales. Fruto de tipo aquenio, de color negro, con una cubierta fina que aloja en su interior una semilla. Los frutos se agrupan de tres en tres, dejando al desprenderse una cavidad cóncava y lisa. Su hábitat se ve amenazado por la conversión de tierras de secano en regadío.
La reserva dispone también de un tarajal en su zona central. De entre los animales existentes, destacan numerosas aves, como la avefría, el estornino, el escribano, el triguero y el martinete. Asimismo, son comunes el ánade real y la polla de agua, que frecuentan el arroyo, mientras que el aguilucho lagunero les observa desde los carrizales cercanos. Suele ser también un lugar que ofrece refugio y descanso a las aves migratorias que pasan por aquí.